# Anni Hartikainen
Anni Eveliina Hartikainen, född den 19 augusti 2003, är en finländsk fotbollsspelare som representerar det damallsvenska laget FC Rosengård.

## Biografi
Harikainen kommer från det finländska KuPS innan hon 2024 anslöt till FC Rosengård. Samma år debuterade hon i Damallsvenskan. Hon debuterade i det finländska A-landslaget år 2023. Hartikainen togs ut till den finska truppen till Europamästerskapet i Schweiz 2025 efter att Adelina Engman skadat sig på den sista träningen inför turneringen.